# Haringey
Haringey (London Borough of Haringey) is een Engels district of borough in de regio Groot-Londen, gelegen in het noorden van de metropool. De borough telt 271.224 inwoners. De oppervlakte bedraagt 30 km².
Van de bevolking is 9,8% ouder dan 65 jaar. De werkloosheid bedraagt 5,8% van de beroepsbevolking (cijfers volkstelling 2001).

## Wijken in Haringey
- Crouch End
- Hornsey
- Muswell Hill
- Seven Sisters
- Tottenham
- Turnpike Lane
- Wood Green